# Liberec
Liberec (tyska: Reichenberg) är en stad i Tjeckien med 103 288 invånare (1 januari 2016). Den är belägen i nordligaste delen av landet, nära gränsen till såväl Polen som Tyskland. I Liberec finns textil- och maskinindustri, bland annat en av Škodas fabriker, och en teknisk högskola.
Fram till andra världskriget var majoriteten av befolkningen i staden tyskspråkig. I samband med den nazistiska annexionen blev Liberec förklarad huvudstad i Sudetområdet. Efter slutet på kriget fördrevs den tyskspråkiga befolkningen från staden.

## Sport
Ishockeyklubben HC Bílí Tygři Liberec spelar i tjeckiska Extraliga medan fotbollsklubben FC Slovan Liberec spelar i Synot liga. Här har även Europamästerskapen i rodel anordnats två gånger, 1914 och 1939. I Liberec anordnades världsmästerskapen i nordisk skidsport 2009. Världscupen i backhoppning brukar komma hit i januari.